# The Barker
The Barker és una pel·lícula parcialment sonora dirigida per George Fitzmaurice i protagonitzada per Betty Compson, Milton Sills i Douglas Fairbanks Jr. La pel·lícula, basada en la peça teatral homònima de Kenyon Nicholson (1927), va ser nominada a l'Oscar a la millor actriu. Es va estrenar el 3 de desembre de 1928.

## Argument
Nifty Miller, el més gran animador de carnaval a nivell mundial, envia el seu fill, Chris, a la Facultat de Dret amb l'esperança que el noi trobi a la vida professional una vida més segura i pròspera que la que tindria al seu costat. Durant unes vacances d'estiu, Chris troba feina en el carnaval. Mentrestant, Nifty trenca la seva relació amb Carrie, una ballarina d'hula la qual, per venjar-se, paga a Lou, una altra noia del carnaval, per a que sedueixi l'innocent Chris. Lou, però, s'acaba enamorant del noi. El seu pare s'assabenta de la seva relació i, en retreure-ho al fill, aquest el desafia anunciant la seva intenció de casar-se amb Lou. Veient com els plans que tenia per al seu fill s'ensorren, Nifty deixa la feina en el carnaval i cau en la beguda. Més endavant s'assabenta que Chris ha tornat a la Facultat de Dret a instàncies de Lou i ell torna a la seva vida anterior com a animador.

## Repartiment
- Betty Compson (Carrie)
- Milton Sills (Nifty Miller)
- Dorothy Mackaill (Lou)
- Douglas Fairbanks Jr. (Chris Miller)
- Sylvia Ashton (Ma Benson)
- George Cooper (Hap Spissel)
- S. S. Simon (Coronel Gowdy)
- Tom Dugan (Stuttering Spieker)
- Bobby Dunn (amo d'una hamburgueseria)
- Pat Harmon (Heckler)
- Bynunsky Hyman (empassa focs)
- Gladden James (membre del trio hawaià)
- Charles Sullivan (home a l'audiència)
- Pat West (cambrer)

## Producció
La pel·lícula va ser filmada per la “First National” entre l'abril i el maig de 1928. Inicialment era una pel·lícula muda però en ser absorbida posteriorment aquesta productora per la Warner Brothers, es van afegir diàlegs, interpretats sobretot per Milton Sills, Dorothy MacKaill i Betty Compson.